# Mario Ćutuk
Mario Ćutuk (Mostar 28. ožujka 1960. – ?, 14. svibnja 2023.), bio je hrvatski nogometaš i nogometni trener rođen u BiH. Brat Vladimir također je bivši nogometaš.

## Karijera

### Igračka karijera
Prošao je omladinsku školu Hajduka. Za prvu momčad Hajduka debitirao je 20. listopada 1979. u Splitu protiv kruševačkog Napretka (3:1). Za Hajduk je odigrao ukupno 28 prvenstvenih utakmica.
Statistika u Hajduku
| Natjecanje        | Nastupi | Zgoditci |
| ----------------- | ------- | -------- |
| Prvenstvo         | 28      | 0        |
| Kup               | 1       | 0        |
| Superkup          | 0       | 0        |
| Međunarodne       | 0       | 0        |
| Splitski podsavez | 0       | 0        |
| Ukupno            | 29      | 0        |
| Prijateljske      | 13      | 2        |
| Sveukupno         | 42      | 2        |

Nakon Hajduka igra za NK Zadar, FK Rudar Prijedor, NK Osijek, FK Borac Banja Luka, RNK Split i NK Posušje.

### Trenerska karijera
Nakon završetka igračke karijere bavi se trenerskim poslom. Sredinom 1990-ih trenirao je RNK Split. Nakon toga radi u omladinskom pogonu Hajduka gdje je radio i kao pomoćnik Ivana Gudelja, Ivana Pudara i Luke Bonačića.
Kao samostalni trener radio je u Mosoru, Imotskom, Junaku, Posušju, Žepču, Širokom Brijegu i Međimurju. Nakon toga je bio trener Dugopolja, ponovno Širokog Brijega, zatim postaje trener NK Vitez. Od 2012. ponovno radi u Mosoru, zatim Zagori te Dugopolju. Od 30. listopada 2016. trener je slavonskobrodske Marsonije.